# Gabriël Reiziger
Gabriël Reiziger (10 oktober 2005) is een Nederlands voetballer van Surinaamse afkomst die als middenvelder voor PEC Zwolle speelt. Hij is een zoon van oud-voetballer Michael Reiziger.

## Carrière
Reiziger begon te voetballen in de jeugd van AFC in Amsterdam. In 2014 maakte hij de overstap naar de jeugdopleiding van Ajax, waar hij verbleef tot 2022. In de zomer van 2022 stapte hij over naar PEC Zwolle. Daar mocht hij de voorbereiding op het seizoen 2024/25 meetrainen met de hoofdmacht. Dat seizoen zat hij een aantal keer bij de hoofdselectie, echter kwam het nog niet tot een officieel debuut. Op 28 mei 2025 ondertekende hij een driejarig contract tot de zomer van 2028. Hij sloot vanaf het seizoen 2025/26 dan ook definitief aan bij de eerste selectie van de Zwollenaren. Hij maakte zijn debuut in de eerste speelronde in de thuiswedstrijd tegen FC Twente.

### Carrièrestatistieken
| Seizoen                         | Club            | Land            | Competitie      | Competitie | Competitie | Beker | Beker | Internationaal | Internationaal | Overig | Overig | Totaal | Totaal |
| Seizoen                         | Club            | Land            | Competitie      | Wed.       | Dlp.       | Wed.  | Dlp.  | Wed.           | Dlp.           | Wed.   | Dlp.   | Wed.   | Dlp.   |
| ------------------------------- | --------------- | --------------- | --------------- | ---------- | ---------- | ----- | ----- | -------------- | -------------- | ------ | ------ | ------ | ------ |
| 2024/25                         | PEC Zwolle      | Nederland       | Eredivisie      | 0          | 0          | –     | –     | –              | –              | –      | –      | 1      | 0      |
| 2025/26                         | PEC Zwolle      | Nederland       | Eredivisie      | 1          | 0          | 0     | 0     | –              | –              | 0      | 0      | 1      | 0      |
| Carrière totaal                 | Carrière totaal | Carrière totaal | Carrière totaal | 1          | 0          | 0     | 0     | 0              | 0              | 0      | 0      | 0      | 0      |
| Bijgewerkt tot 10 augustus 2025 |                 |                 |                 |            |            |       |       |                |                |        |        |        |        |